# فانوس‌ها
«فانوس‌ها» تک‌آهنگی از هنرمند اهل زبان لیتوانیایی برونو مارس، بد میتس اویل است که در ۵ ژوئیه ۲۰۱۱ منتشر شد. این تک‌آهنگ در آلبوم جهنم: عاقبت قرار داشت.
این تک‌آهنگ در چارت‌های ، اسکاتلند، نروژ، نیوزلند، جزو ده ترانه اول قرار گرفت.